# David Rocastle
David Carlyle Rocastle (ur. 2 maja 1967 w Londynie, zm. 31 marca 2001) – angielski piłkarz grający na pozycji pomocnika. W swojej karierze rozegrał 14 meczów w reprezentacji Anglii.

## Kariera klubowa
Swoją karierę piłkarską Rocastle rozpoczął w klubie Arsenal. W 1985 roku awansował do kadry pierwszej drużyny. 28 września 1985 zadebiutował w Division One w zremisowanym 0:0 meczu z Newcastle United. W debiutanckim sezonie stał się podstawowym zawodnikiem Arsenalu. W sezonie 1986/1987 osiągnął z Arsenalem swój pierwszy sukces w karierze, gdy zdobył Puchar Ligi Angielskiej. Natomiast w sezonie 1988/1989 wywalczył swój pierwszy w karierze tytuł mistrza Anglii. W sezonie 1990/1991 ponownie został mistrzem kraju, a latem 1991 zdobył Tarczę Wspólnoty. W Arsenalu występował do końca sezonu 1991/1992.
Latem 1992 roku Rocastle przeszedł za 2 miliony funtów do Leeds United. W Leeds występował do grudnia 1993 roku i wtedy też odszedł do Manchesteru City. Suma transferu ponownie wyniosła 2 miliony funtów, a Rocastle zastąpił w zespole Manchesteru Davida White’a, który przeszedł do Leeds. W Manchesterze City Rocastle grał do zakończenia sezonu 1993/1994.
W 1994 roku Rocastle został zawodnikiem Chelsea. W Chelsea swój debiut zanotował 20 sierpnia 1994 w zwycięskim 2:0 domowym meczu z Norwich City. W sezonie 1996/1997 został wypożyczony do Norwich, a w sezonie 1997/1998 - do grającego w Division Three, Hull City. W 1998 roku wyjechał do Malezji i grał tam w klubie Sabah FA, w którym zakończył karierę.
31 marca 2001 Rocastle zmarł z powodu chłoniaka nieziarniczego.
| Sezon   | Klub            | Kraj    | Rozgrywki      | Mecze | Bramki |
| ------- | --------------- | ------- | -------------- | ----- | ------ |
| 1985/86 | Arsenal         | Anglia  | Division One   | 26    | 1      |
| 1986/87 | Arsenal         | Anglia  | Division One   | 36    | 2      |
| 1987/88 | Arsenal         | Anglia  | Division One   | 40    | 6      |
| 1988/89 | Arsenal         | Anglia  | Division One   | 38    | 6      |
| 1989/90 | Arsenal         | Anglia  | Division One   | 33    | 2      |
| 1990/91 | Arsenal         | Anglia  | Division One   | 16    | 2      |
| 1991/92 | Arsenal         | Anglia  | Division One   | 39    | 4      |
| 1992/93 | Leeds United    | Anglia  | Premier League | 18    | 1      |
| 1993/94 | Leeds United    | Anglia  | Premier League | 7     | 1      |
| 1993/94 | Manchester City | Anglia  | Premier League | 21    | 2      |
| 1994/95 | Chelsea         | Anglia  | Premier League | 28    | 0      |
| 1995/96 | Chelsea         | Anglia  | Premier League | 1     | 0      |
| 1996/97 | Norwich City    | Anglia  | Division One   | 11    | 0      |
| 1997/98 | Hull City       | Anglia  | Division Three | 11    | 0      |
| 1998    | Sabah FA        | Malezja | Premier One    | 13    | 8      |

## Kariera reprezentacyjna
W latach 1986–1988 Rocastle rozegrał 14 meczów i strzelił 2 gole w reprezentacji Anglii U-21. Wdorosłej reprezentacji zadebiutował 14 września 1988 w wygranym 1:0 towarzyskim meczu z Danią, rozegranym w Londynie. W swojej karierze grał w eliminacjach do MŚ 1990 i do Euro 92. Od 1988 do 1992 rozegrał w kadrze narodowej 14 spotkań.
| Mecze i gole w reprezentacji | Mecze i gole w reprezentacji | Mecze i gole w reprezentacji | Mecze i gole w reprezentacji | Mecze i gole w reprezentacji | Mecze i gole w reprezentacji | Mecze i gole w reprezentacji |
| #                            | Data                         | Stadion                      | Rywal                        | Wynik                        | Gol                          | Rozgrywki                    |
| 1988                         | 1988                         | 1988                         | 1988                         | 1988                         | 1988                         | 1988                         |
| ---------------------------- | ---------------------------- | ---------------------------- | ---------------------------- | ---------------------------- | ---------------------------- | ---------------------------- |
| 1.                           | 14.09.1988                   | Londyn, Anglia               | Dania                        | 1:0                          | 0                            | towarzyski                   |
| 2.                           | 16.11.1988                   | Rijad, Arabia Saudyjska      | Arabia Saudyjska             | 1:1                          | 0                            | towarzyski                   |
| 1989                         |                              |                              |                              |                              |                              |                              |
| 3.                           | 08.02.1989                   | Ateny, Grecja                | Grecja                       | 2:1                          | 0                            | towarzyski                   |
| 4.                           | 08.03.1989                   | Tirana, Albania              | Albania                      | 2:0                          | 0                            | el. MŚ 1990                  |
| 5.                           | 26.04.1989                   | Londyn, Anglia               | Albania                      | 5:0                          | 0                            | el. MŚ 1990                  |
| 6.                           | 03.06.1989                   | Londyn, Anglia               | Polska                       | 3:0                          | 0                            | el. MŚ 1990                  |
| 7.                           | 07.06.1989                   | Kopenhaga, Dania             | Dania                        | 1:1                          | 0                            | towarzyski                   |
| 8.                           | 06.09.1989                   | Solna, Szwecja               | Szwecja                      | 0:0                          | 0                            | el. MŚ 1990                  |
| 9.                           | 11.10.1989                   | Chorzów, Polska              | Polska                       | 0:0                          | 0                            | el. MŚ 1990                  |
| 10.                          | 13.12.1989                   | Londyn, Anglia               | Jugosławia                   | 2:1                          | 0                            | towarzyski                   |
| 1990                         |                              |                              |                              |                              |                              |                              |
| 11.                          | 15.05.1990                   | Londyn, Anglia               | Dania                        | 1:0                          | 0                            | towarzyski                   |
| 1991                         |                              |                              |                              |                              |                              |                              |
| 12.                          | 13.11.1991                   | Poznań, Polska               | Polska                       | 1:1                          | 0                            | el. ME 1992                  |
| 1992                         |                              |                              |                              |                              |                              |                              |
| 13.                          | 25.03.1992                   | Praga, Czechosłowacja        | Czechosłowacja               | 2:2                          | 0                            | towarzyski                   |
| 14.                          | 17.05.1992                   | Londyn, Anglia               | Brazylia                     | 1:1                          | 0                            | towarzyski                   |